# Pachymenes formosensis
Pachymenes formosensis är en stekelart som beskrevs av Schulthess. Pachymenes formosensis ingår i släktet Pachymenes och familjen Eumenidae. Inga underarter finns listade i Catalogue of Life.